# Jafal Rashed Al-Kuwari
Jafal Rashed Al-Kuwari (Qatar, 27 settembre 1972) è un ex calciatore qatariota, dell'Al-Sadd e della Nazionale qatariota.